# 周鵬 (成化江西進士)
周鵬，字雲翔，江西廣信府玉山縣人，民籍，明朝政治人物。進士出身。

## 生平
早年出身國子生，江西鄉試第六十一名。成化十四年（1478年）戊戌科會試第二百二十九名，殿試登進士第二甲第七十三名。

## 家族
曾祖父周觀輕。祖父周紹興。父亲周貴寧。